# Туйник тамарисковий
Туйник тамарисковий (Thuidium tamariscinum) — вид мохів порядку гіпнобрієвих (Hypnales).

## Поширення
Ареал охоплює такі частини світу: Європа, Африка, Північна Америка, Південна Америка, Азія.
Населяє вологий ґрунт, ґрунт над скелями, русла струмків; низькі висоти.

## Характеристика

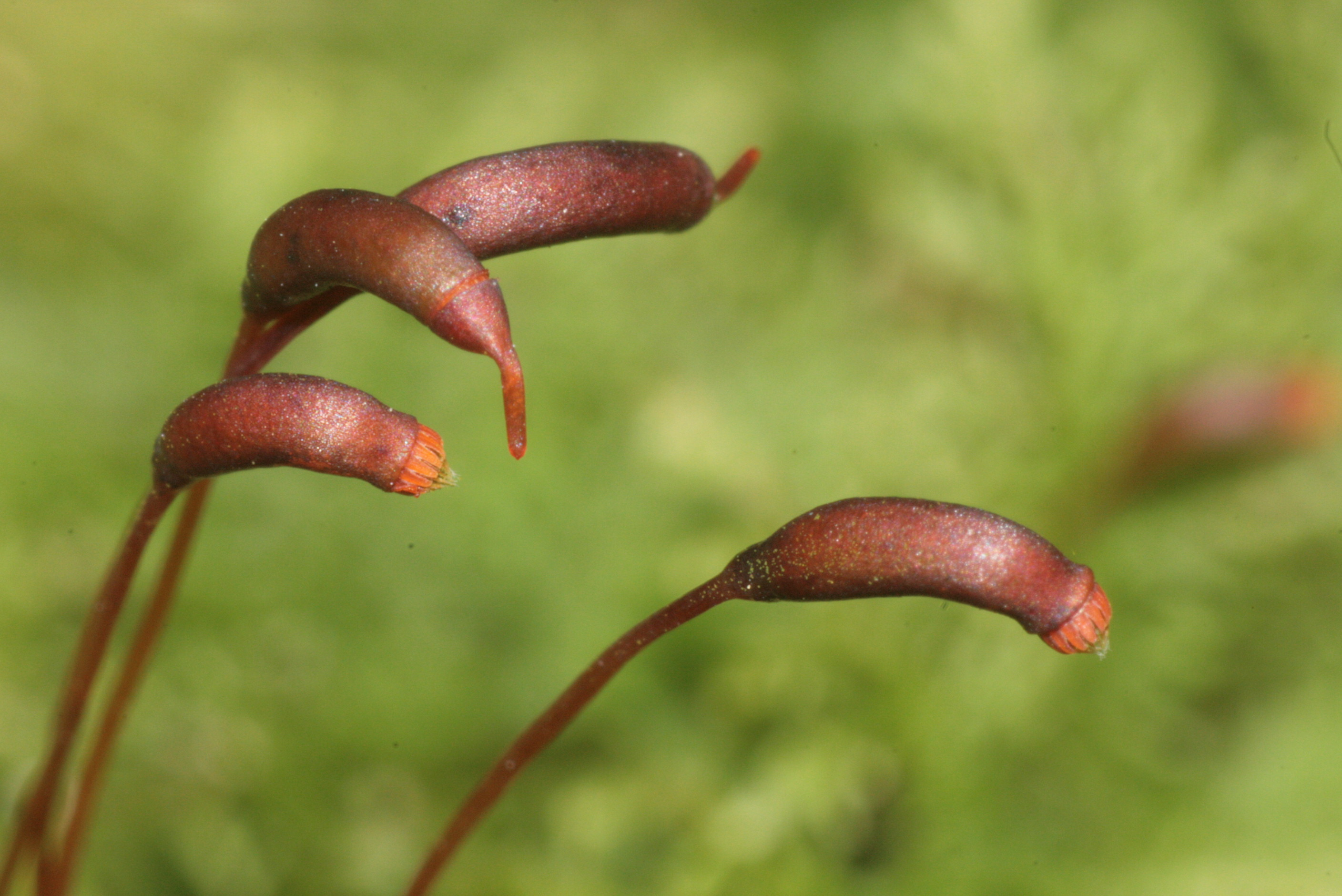

Рослини від яскраво-зеленого до жовтувато-коричневого кольору. Стебла до 15 см, (2 або) 3-перисті. Стеблові листки в сухому стані нещільно прямі, у вологому — прямовисні, широко-яйцеподібні, складчасті, 1.5–2 мм; краї дистально зубчасті; верхівка поступово різко загострюється. Первинні гілки 0.8 мм. Другорядні листки до 0.4 мм; верхівка гостра. Коробочкові ніжки 2.5–4.5  см. Коробочка 3–4 мм. Спори 12 мкм, гладкі чи дуже дрібно-папілозні.